# Karabiny Lee-Enfield
Lee-Enfield – seria brytyjskich karabinów powtarzalnych stanowiących rozwinięcie projektu autorstwa Jamesa Parisa Lee z 1879 r. W latach 1895–1957 podstawowa broń strzelecka armii brytyjskiej, sił zbrojnych dominiów, kolonii i terytoriów zależnych wchodzących w skład Imperium Brytyjskiego oraz późniejszych niepodległych państw Wspólnoty Brytyjskiej. Jedne z najdłużej użytkowanych karabinów powtarzalnych w historii, wykorzystywane przez niektóre formacje jeszcze w XXI w. Karabiny sportowe i myśliwskie bazujące na oryginalnej konstrukcji Lee-Enfieldów są nadal produkowane z przeznaczeniem na rynek cywilny.

## Historia

### Geneza i powstanie
W 1888 r. armia brytyjska przyjęła do uzbrojenia karabin Lee-Metford. Karabin powtarzalny zasilany amunicją elaborowaną prochem czarnym, łączący zamek czterotaktowy i magazynek projektu Jamesa Parrisa Lee z lufą opracowaną przez Williama Ellisa Metforda. Udana broń, lecz wynalezienie prochu bezdymnego sprawiło, że szybko stała się przestarzała. Początkowo próbowano dostosować karabiny Lee-Metford do zasilania nową amunicją bezdymną, ale okazało się, że stosowane w nich lufy nie nadają się do tego (ich gwint ulegał szybkiemu zużyciu). Rozwiązaniem okazało się zastosowanie lufy o nowym profilu gwintu, skonstruowanej w rządowej fabryce broni Royal Small Arms Factory w Enfield. Powstała w ten sposób konstrukcja, łącząca nową lufę z mechanizmem karabinu Lee-Metford, otrzymała nazwę Lee-Enfield.

### MLE i LEC

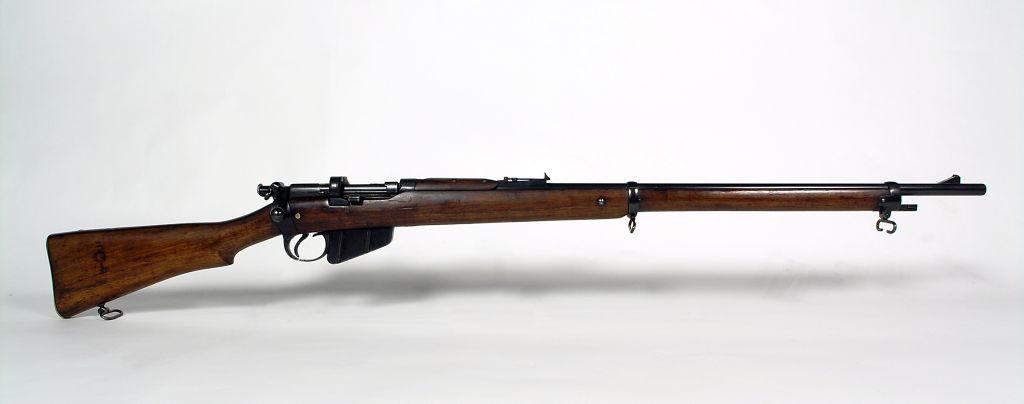
MLE Mk I*

W listopadzie 1895 r. przyjęto do uzbrojenia karabin .303 calibre, Rifle, Magazine, Lee-Enfield (lub bardziej popularnie jako Magazine Lee–Enfield, skr. MLE Mk I) z lufą długości 770 mm, a rok później jego skróconą wersję – karabinek Lee-Enfield Cavalry Carbine Mk I (LEC Mk I) z lufą długości 540 mm. W 1899 r. obie wersje przeszły serię drobnych modyfikacji (między innymi usunięcie wyciora) i oznaczone zostały jako Mk I*.
Broń ta została wykorzystana przez armię brytyjską w czasie II wojny burskiej (1899–1902). W wyniku zebranych doświadczeń okazało się jednak, że MLE jest zbyt długi, a przez to nieporęczny, natomiast LEC z powodu krótkiej lufy wykazywał zbyt małą donośność. Postanowiono zatem zastąpić je bronią uniwersalną o długości pośredniej pomiędzy karabinem a karabinkiem (tzw. „krótkim karabinem” – ang. short rifle). Jednocześnie w czasie wojny zauważono, że brytyjskie Lee-Enfieldy wykazywały mniejszą celność w porównaniu z używanymi przez Burów Mauserami M1895. Dlatego też w 1910 r. postanowiono równolegle opracować nowy typ karabinu i amunicji, mający docelowo zastąpić Lee-Enfieldy.

### SMLE

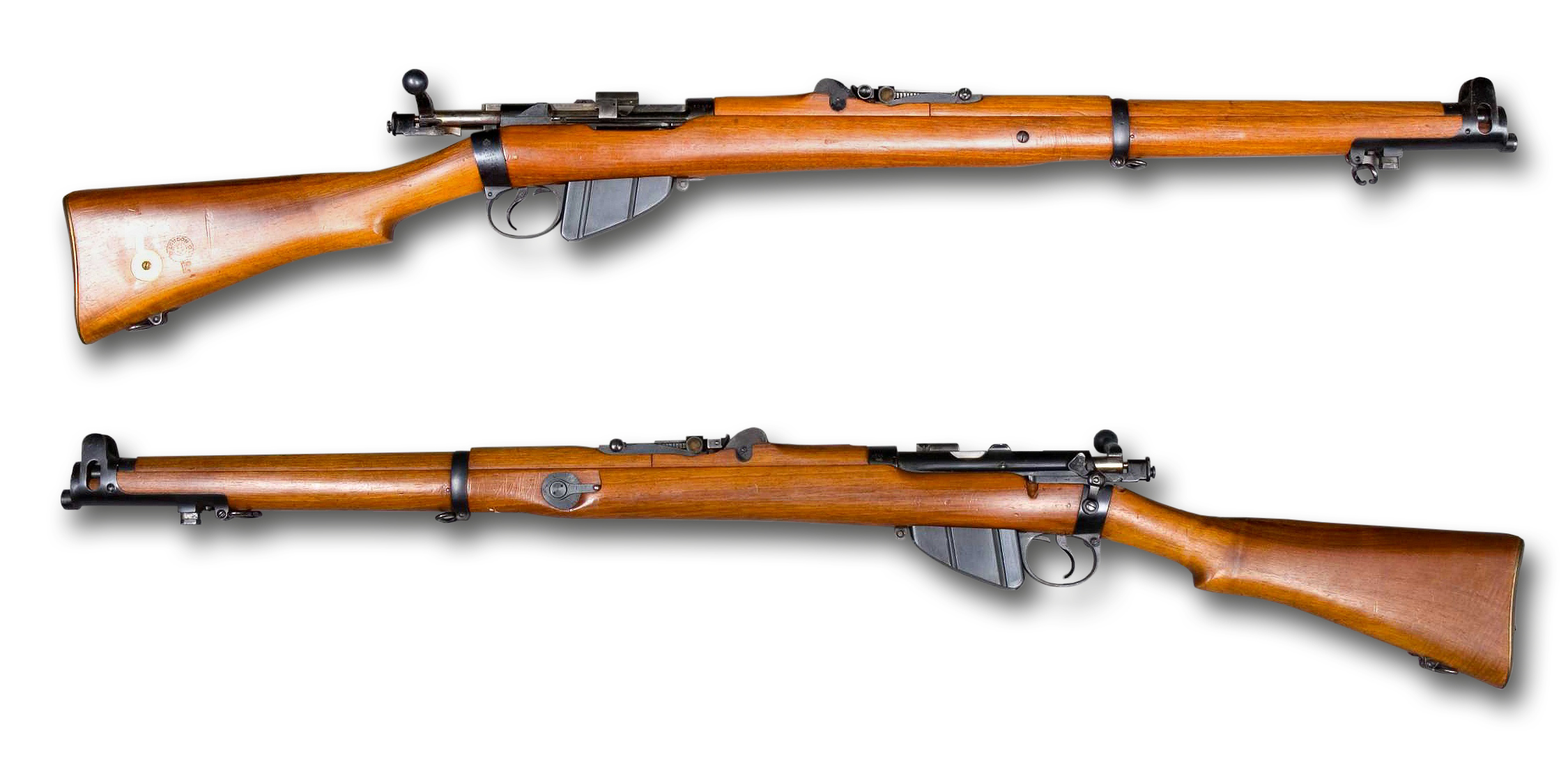
SMLE Mk I

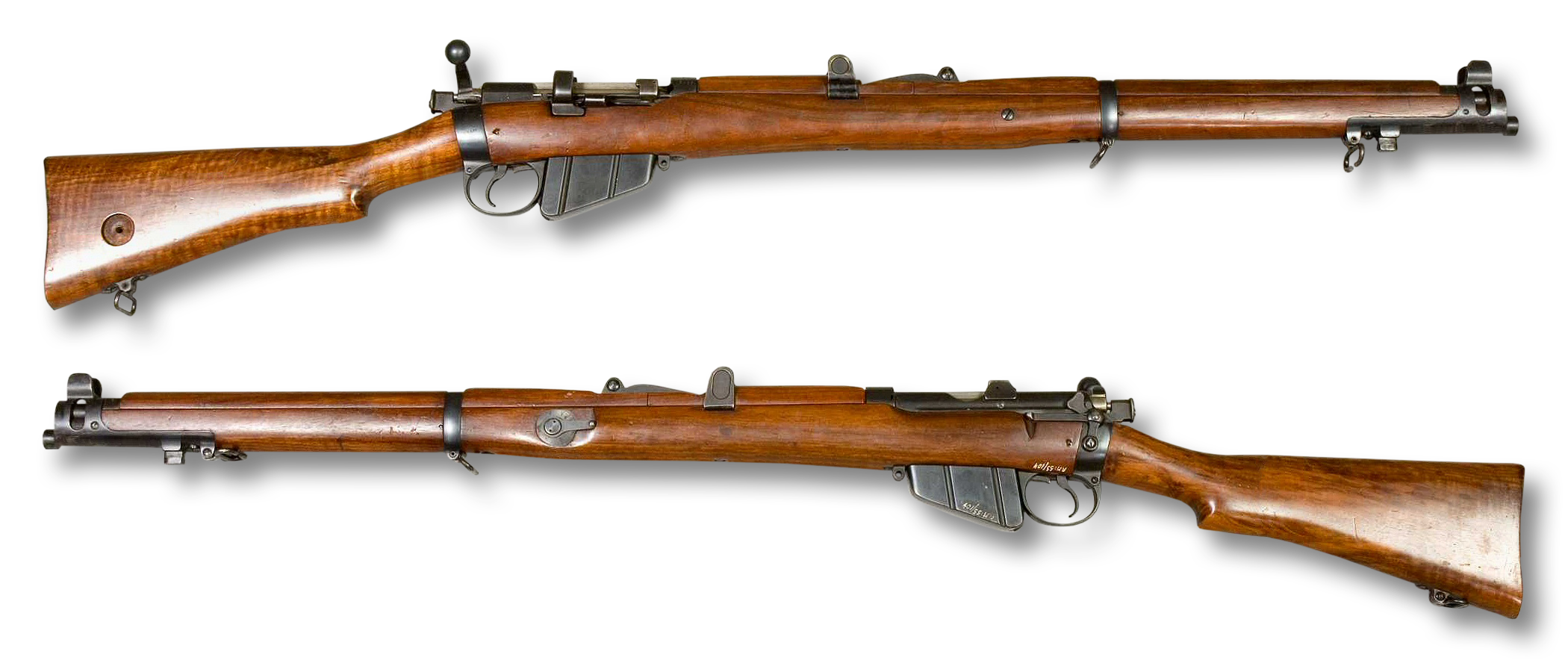
SMLE Mk III

Karabin o pośredniej długości lufy (640 mm) został przyjęty do uzbrojenia 1 stycznia 1904 r. jako Short, Magazine, Lee-Enfield Mk I (SMLE Mk I). Co istotne, w nowej wersji zastosowano również opcję ładowania magazynka 5-nabojowymi łódkami (karabin miał 10-nabojowy magazynek wymienny). 26 stycznia 1907 r. wprowadzono jego zmodernizowaną wersję (SMLE Mk III) w której dokonano szeregu niewielkich zmian, między innymi upraszczając mocowanie celownika, poprawiając konstrukcję łoża i magazynka oraz dostosowując komorę nabojową do nowej amunicji (.303 Mk VII). Równocześnie rozpoczęto modernizację starszych Lee-Metfordów i Lee-Enfieldów do standardu Mk III (jako Mk IV Cond.).
Równolegle z udoskonalaniem SMLE trwały już zaawansowane prace nad jego następcą (Enfield P13), zasilanym nowym nabojem i łączącym rozwiązania Lee-Enfielda oraz niemieckiego Mausera Gew98. Prace zostały jednak przerwane przez wybuch I wojny światowej, co uniemożliwiło rozpoczęcie procesu przezbrajania się armii w nową broń i amunicję (poza tym występowały problemy z prototypami P13). Brytyjskie zakłady skupiły się więc na dalszej produkcji SMLE natomiast produkcję nowego karabinu rozpoczęto w Stanach Zjednoczonych (w zakładach Remington i Winchester) modyfikując go do zasilania standardową amunicją .303 (karabiny te – Enfield P14, dostarczane z USA stanowiły jedynie uzupełnienie Lee-Enfieldów).

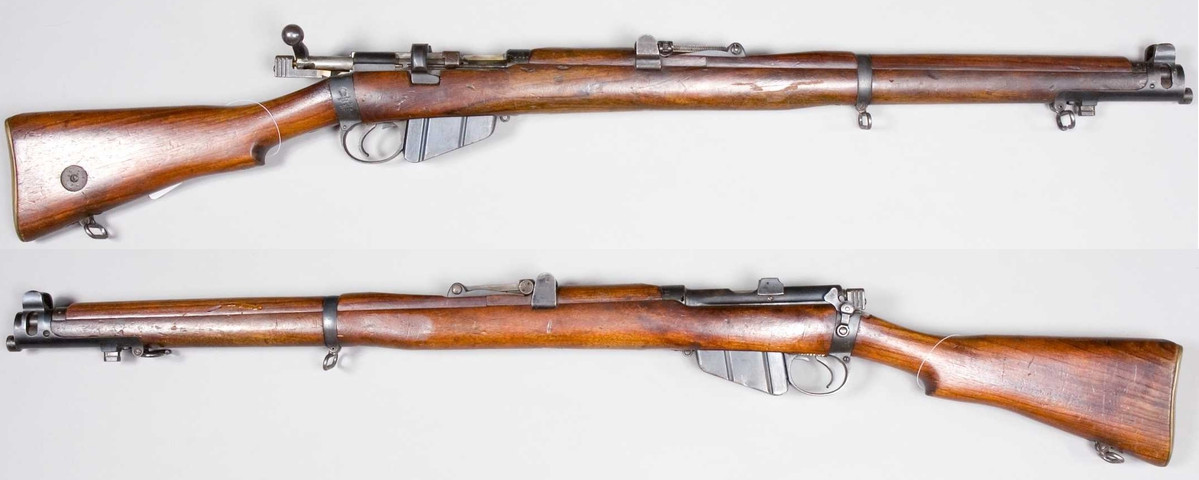
SMLE Mk III*

Szybko okazało się, że karabiny SMLE Mk III są zbyt skomplikowane i kosztowne w produkcji, co utrudniało zaspokojenie potrzeb armii toczącej wojnę. Dlatego też pod koniec 1915 r. wprowadzono jego uproszczoną wersję (SMLE Mk III*) lepiej przystosowaną do masowej produkcji. Przede wszystkich zrezygnowano z mechanizmu „odcinania magazynka”. Mechanizm ten po uruchomieniu odcinał opcję dosyłania naboi z magazynka zmieniając karabin w broń jednostrzałową – co w zamierzeniu miało ograniczać nadmierne zużywanie amunicji (wedle tej koncepcji magazynek traktowany był jedynie jako „rezerwa” na wypadek konieczności prowadzenia intensywniejszego ognia). Znacznie uproszczono również przyrządy celownicze, rezygnując z możliwości regulacji szczerbinki w poziomie oraz z dodatkowego podnoszonego celownika przeznaczonego do prowadzania ognia salwowego na znacznych dystansach. Zmieniono również konstrukcję uchwytu do ręcznego napinania bijnika z okrągłego na prostokątny.

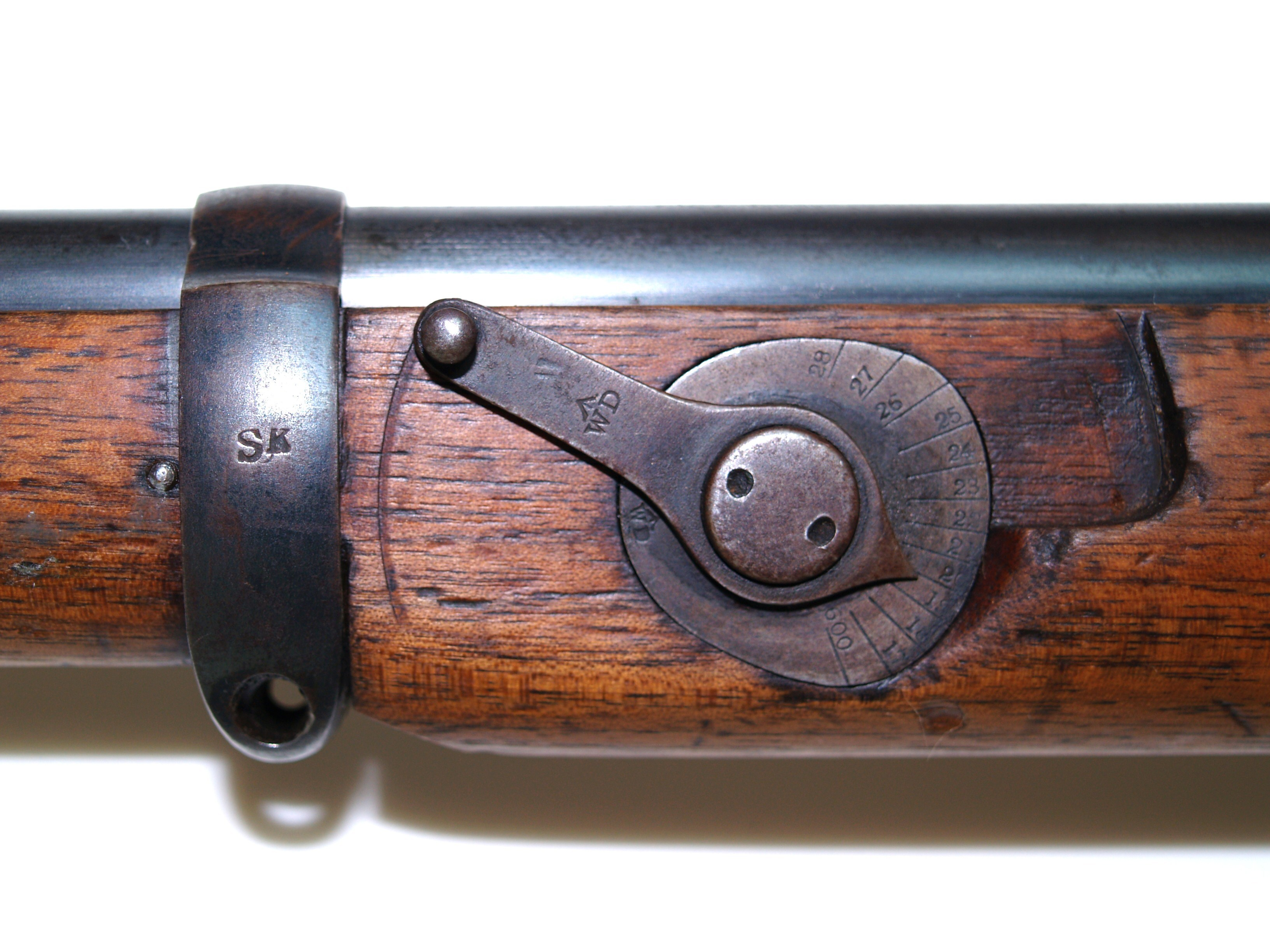
Dodatkowy podnoszony celownik do ognia dalekodystansowego, usunięty w wersji Mk III*
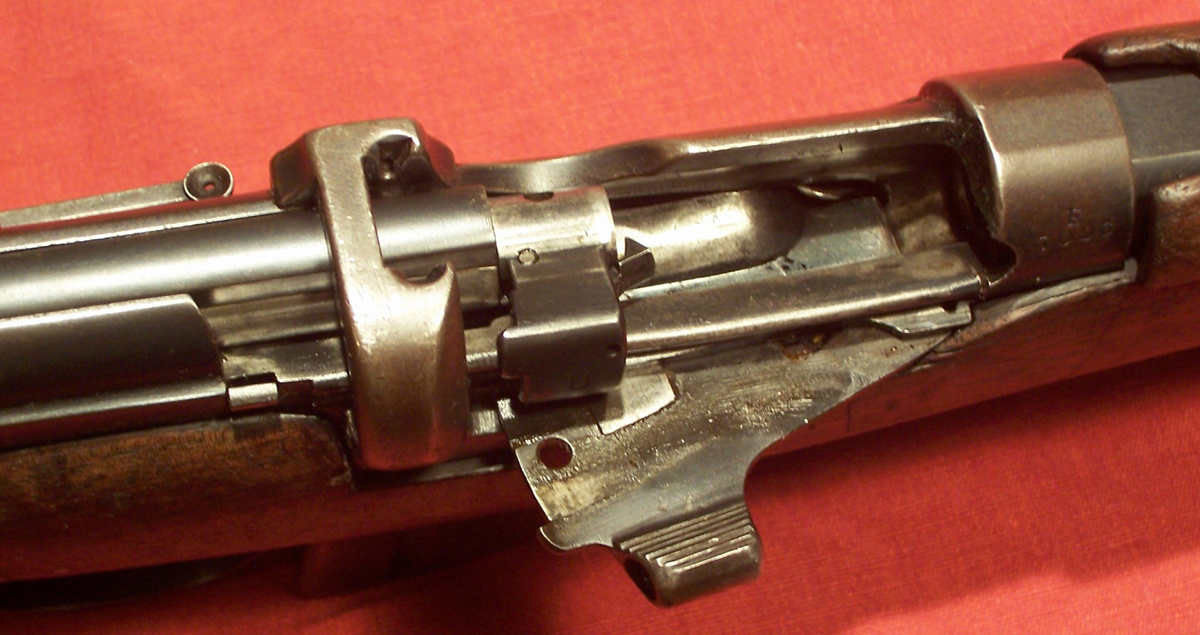
Mechanizm odcięcia magazynka z wersji Mk III, usunięty w wersji Mk III*

Brytyjski żołnierz z karabinem SMLE podczas bitwy nad Sommą, 1916 r.

I wojna światowa dowiodła skuteczności karabinu SMLE. Okazało się, że dzięki pojemnemu magazynkowi i wyjątkowo ergonomicznej konstrukcji zamka karabiny wykazywały znacząco wyższą szybkostrzelność w porównaniu z konkurencyjnymi konstrukcjami. Dobrze wyszkolony strzelec był w stanie oddać z Lee-Enfielda aż 20–30 celnych strzałów w ciągu minuty, co czyniło tę broń najbardziej szybkostrzelnym karabinem powtarzalnym tego okresu. Wysoką szybkostrzelność potwierdzały również niektóre doniesienia żołnierzy niemieckich raportujących, iż ich ataki odpierane były przez karabiny maszynowe stanowisk brytyjskich, podczas gdy w rzeczywistości dostawali się oni pod ostrzał grup dobrze wyszkolonych żołnierzy uzbrojonych w SMLE. Zalety Lee-Enfielda sprawiły, że postanowiono dalej rozwijać jego konstrukcję ostatecznie rezygnując z zastąpienia go karabinem P14.
W okresie międzywojennym podjęto prace nad nowymi wersjami SMLE. W wersji Mk V przywrócono usunięty wcześniej mechanizm „odcięcia magazynka” oraz wprowadzono nowe przyrządy celownicze zastępując szczerbinkę – przeziernikiem umieszczonym na komorze zamkowej (wydłużając tym samym linię celowniczą). Ponadto dokonano szeregu drobnych zmian konstrukcyjnych, jednak karabin nie został przyjęty na wyposażenie ze względu na bardziej skomplikowaną budowę i wyższe koszty produkcji w porównaniu z Mk III*. W latach 1922–1924 wyprodukowano 20 tys. egzemplarzy serii informacyjnej Mk V. W wersji Mk VI zastosowano natomiast nową lufę samonośną poprawiając celność broni. Wersja ta również nie została wdrożona do produkcji masowej (w latach 30 wyprodukowano jedynie 1025 szt.).
W 1926 r. armia brytyjska zmieniła system nazewnictwa broni strzeleckiej przemianowując oznaczenia dotychczas używanych SMLE (zob. nazewnictwo). Jednocześnie wiele z tych karabinów zostało przebudowanych na broń treningową zasilaną nabojem .22 LR (pod desygnatą Rifle No. 2).

### Rifle No. 4

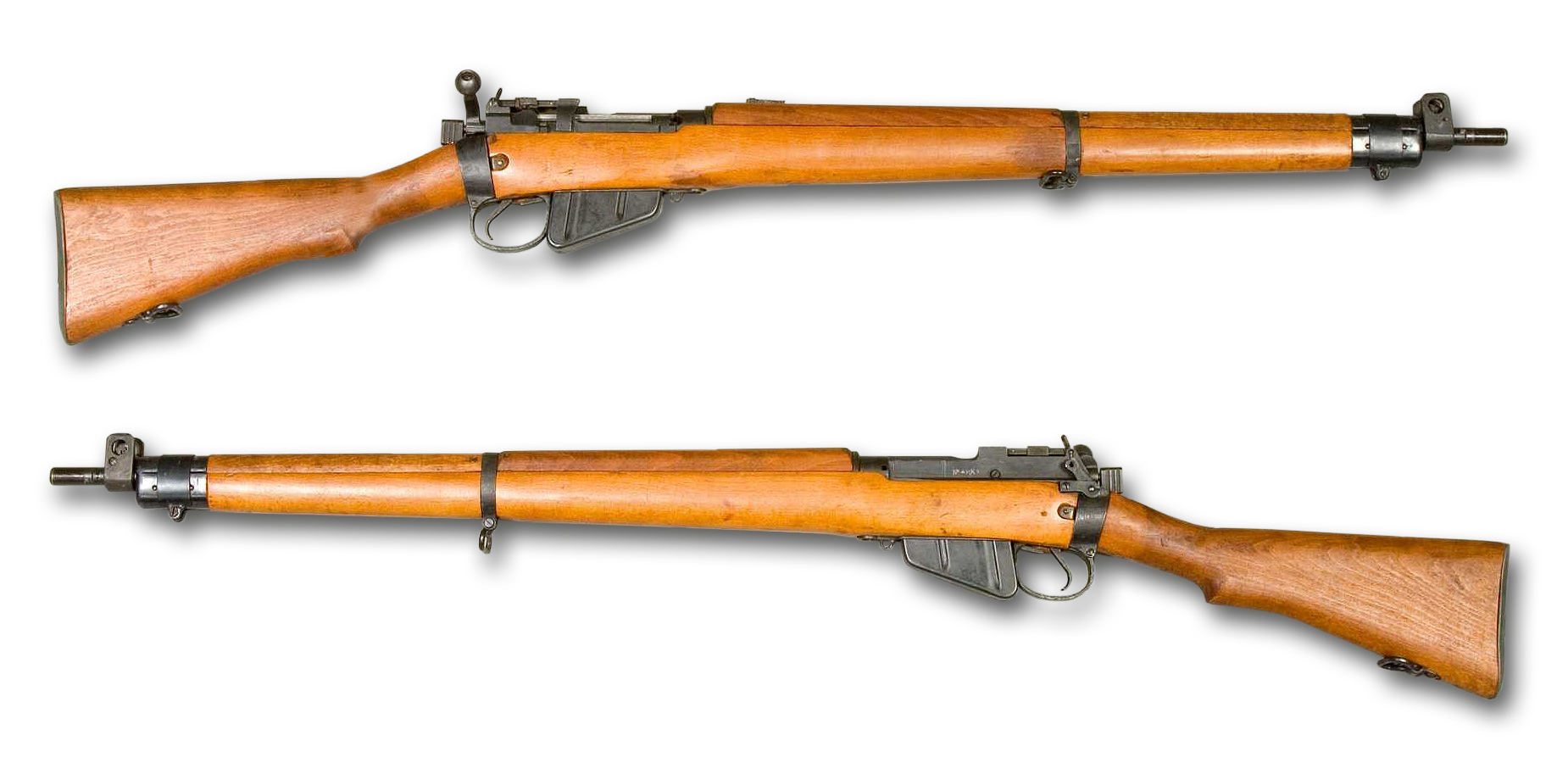
Rifle No. 4 Mk I

W 1931 r. opracowano nową wersję Lee-Enfilda (Rifle No. 4 Mk I) zbliżoną konstrukcyjnie do nieprzyjętych SMLE Mk V i Mk VI, jednak lepiej przystosowaną do masowej produkcji. Na pierwszy rzut oka karabin różnił się od SMLE skróconym łożem w wyniku czego lufa wystawała poza jego obrys. Uproszczono również kształt prowadnicy dla łódek nabojowych, ułatwiając obróbkę tego elementu. Przeprojektowano przyrządy celownicze zastępując szczerbinkowy celownik krzywkowy – przeziernikowym celownikiem ramkowym i przenosząc go na komorę zamkową (wydłużając linię celowniczą). Nowy celownik miał 2 przezierniki – jeden stały przestrzelany na stałą odległość, oraz drugi podnoszony z regulacją. Ponadto zastosowano również nową cięższą lufę w celu poprawienia celności. Na początku lat 30 wyprodukowano próbną serię 2500 szt. No. 4, jednak pomimo pozytywnej oceny wstrzymano się z decyzją o ich włączeniu na wyposażenie i rozpoczęciu produkcji seryjnej ze względu na znaczne zapasy starszych SMLE z okresu I wojny światowej.

Brytyjski żołnierz z karabinem No. 4 Mk I w trakcie walk w Caen (Normandia 1944 r.)

W 1940 r. w czasie ewakuacji spod Dunkierki (Operacja Dynamo) armia brytyjska straciła prawie ćwierć miliona karabinów. Tak znaczące braki wymagały szybkiego uzupełnienia, dlatego też postanowiono, że zakłady w Enfield będą kontynuować produkcję starszych SMLE aby nie dokonywać przebudowy gotowych linii produkcyjnych, natomiast produkcja No. 4 zostanie uruchomiona w zakładach w Maltby, Fazakerley i Shirley. W rezultacie seryjną produkcję No. 4 rozpoczęto dopiero w 1941 r. a pierwsze egzemplarze trafiły w ręce żołnierzy brytyjskich na wiosnę 1942 r. W tym samym roku dokonano kolejnej modyfikacji karabinu, nieznacznie upraszczając konstrukcję zamka tworząc wersję Rifle No. 4 Mk I*, która produkowana była jedynie w zakładach Small Arms Limited w Kanadzie oraz Stevens-Savage Firearms w USA.
Pomimo wdrożenia do produkcji No. 4 przez całą II wojnę światową nie zaprzestano produkcji starszych SMLE w dalszym ciągu wytwarzanych w Enfield, indyjskim Ishaphore i australijskich zakładach w Lithgow. Do końca wojny wyprodukowano około 6,7 miliona SMLE i 4,2 miliona No. 4. Już po zakończeniu II wojny światowej w 1949 r. opracowano nową nieznacznie zmodernizowaną wersję karabinu, przyjętą na wyposażenie jako Rifle No. 4 Mk 2, w której przeprojektowano język spustowy i stopkę kolby. Wersja ta była również wykonywana według wyższych standardów jakościowych i staranniej wykańczana w porównaniu z wersjami wojennymi. Po wprowadzeniu No. 4 Mk 2 rozpoczęto również proces modernizacji do nowszego standardu starszych No. 4 Mk I.

### Rifle No. 5

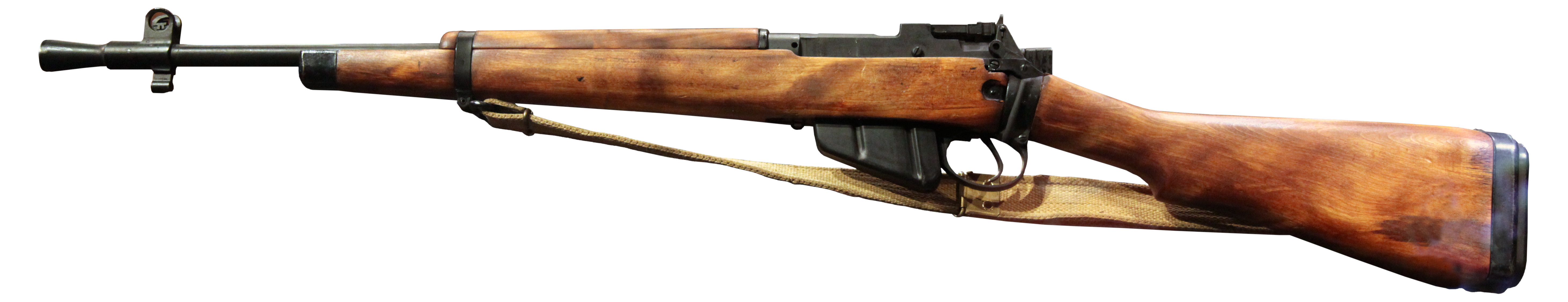
Rifle No. 5 Mk I

W 1944 r. opracowano znacznie skróconą wersję Lee-Enfielda w postaci karabinka (Rifle No. 5 Mk. I) bazującą na karabinie No. 4. Broń ta miała lufę długości 478 mm zakończoną charakterystycznym tłumikiem płomieni, gumową stopkę kolby oraz okrojone łoże i nakładkę lufy. Efektem było uzyskanie broni niemal o kilogram lżejszej względem No. 4 jednak charakteryzującej się bardzo silnym odrzutem i niską celnością. Wady te sprawiły, że konstrukcję No. 5 uznano za nieudaną i zaprzestano jej produkcji w 1947 r. Do No. 5 przylgnęło spopularyzowane w latach 50 potoczne określenie Jungle Carbine sugerujące, jakoby karabinki te przeznaczone były do walk w dżungli. No. 5 nie były jednak projektowane z myślą o tym teatrze działań wojennych a pierwszy raz wydano je żołnierzom 1 Dywizji Powietrznodesantowej biorącym udział w wyzwalaniu Danii i Norwegii w 1945 r.
W Australii opracowano również eksperymentalny karabinek, oznaczony jako Rifle No. 6 Mk I (w przeciwieństwie do No. 5 bazujący na SMLE Mk III* a nie na No. 4), jednak nigdy nie rozpoczęto jego produkcji seryjnej.

### Wersje wyborowe

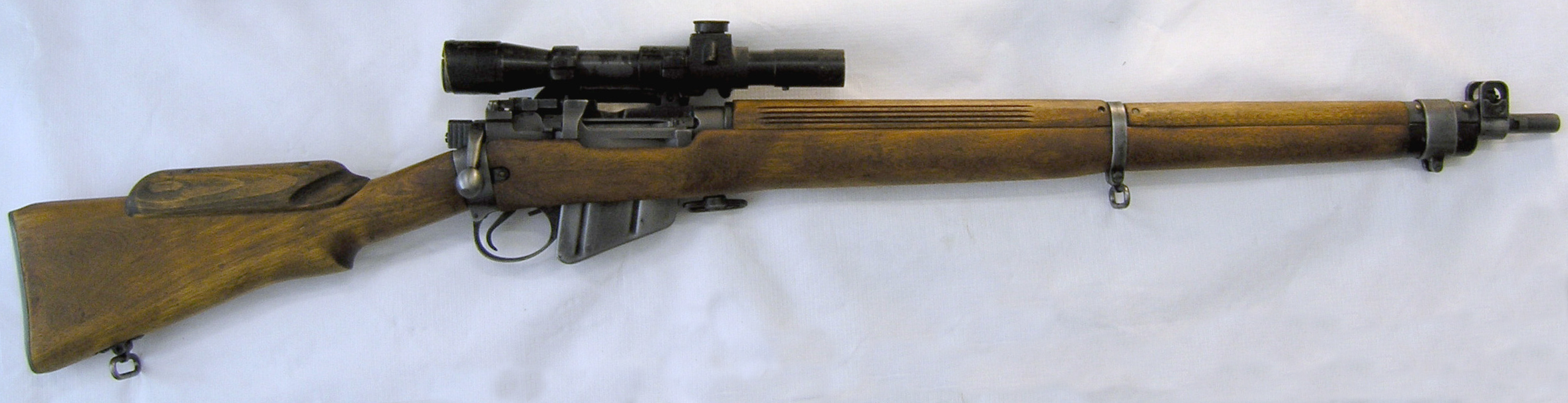
No. 4 Mk I (T)

W trakcie obu wojen światowych i wojny koreańskiej część Lee-Enfieldów została zmodyfikowana w celu przystosowania ich do roli karabinów wyborowych.
W okresie I wojny światowej armia australijska zmodyfikowała 1612 szt. SMLE Mk III* poprzez zastosowanie ciężkiej lufy, poduszki policzkowej i celownika optycznego. Tak zmodyfikowaną broń oznaczono jako SMLE Mk III* (HT).
W trakcie i po II wojnie światowej do roli karabinów wyborowych dostosowywano wyselekcjonowane pod względem celności egzemplarze No. 4. Warunkiem dopuszczenia do przebudowy było uzyskanie podczas testów fabrycznych skupienia na poziomie 7/7 trafień w cel o promieniu 5 cali (12,7 cm) z odległości 200 jardów (183 m) oraz 6/7 trafień w cel o promieniu 10 cali (25,4 cm) z odległości 400 jardów (366 m). W karabinach montowano drewniane poduszki policzkowe, oraz odcinano jeden z przezierników (stały nieregulowany), aby zrobić miejsce na montaż celownika optycznego. Tak zmodyfikowane wersje No. 4 Mk I oznaczano jako Rifle No 4 Mk I (T) natomiast No. 4 Mk I* jako Rifle No. 4 Mk I* (T). W latach 70 karabiny te przekonwertowano na amunicję 7,62 × 51 mm NATO, tworząc wersję L42A1.

### Zakończenie produkcji i dalsze losy
Jeszcze w czasie II wojny światowej zdawano sobie sprawę, że ciągły rozwój broni strzeleckiej zapowiada nieunikniony kres użytkowania karabinów powtarzalnych jako broni podstawowej. Początkowo armia brytyjska rozważała zastąpienie Lee-Enfieldów karabinem samopowtarzalnym projektu Belga Dieudonne Saive rozwijanym jako EXP-1 (późniejszy SAFN-49), jednak tuż po wojnie pomysł ten zarzucono. W 1951 r. na następcę wybrano nowatorski karabin automatyczny EM-2 (przyjęty na uzbrojenie jako No. 9 Mk 1) w układzie bullpup, który zasilany był amunicją pośrednią. Niebawem jednak ze względu na standaryzację amunicji w ramach paktu NATO wymuszono na Brytyjczykach wprowadzenie broni zasilanej nabojem karabinowym 7,62 × 51 mm. W związku z tym produkcję No. 9 zakończono, w 1957 r. przyjmując w jego miejsce karabin samopowtarzalny L1A1 SLR (licencyjna wersja belgijskiego FN FAL).

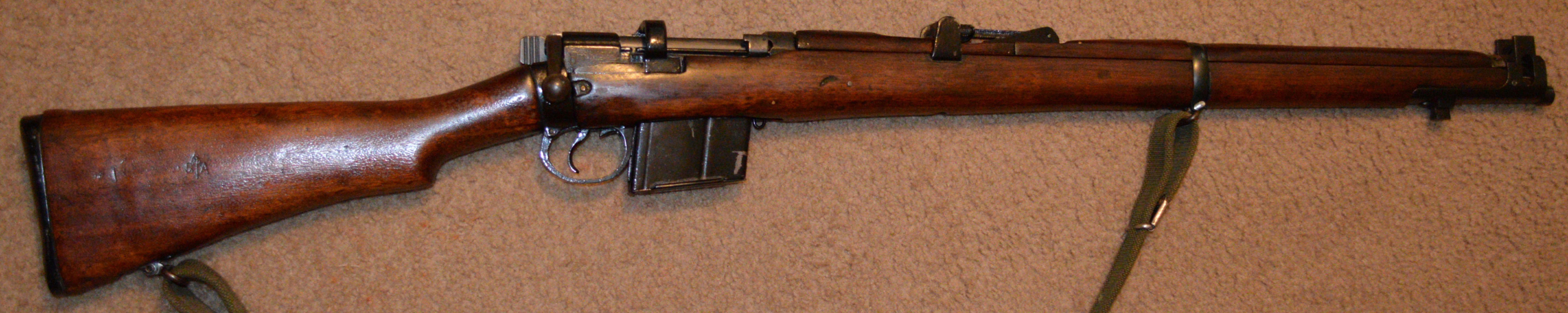
Ishapore 2A1

Po podjęciu decyzji o wprowadzeniu na wyposażenie nowych karabinów produkcja Lee-Enfieldów w krajach Wspólnoty Brytyjskiej była stopniowo wygaszana. W 1953 r. produkcję zakończył australijski producent Lithgow Small Arms Factory, a w 1956 r. ostatecznie zakończono produkcję na wyspach brytyjskich. Dużo dłużej trwała natomiast produkcja w niepodległych już Indiach gdzie karabiny SMLE Mk III* produkowane były do 1965 r. (choć niekiedy pojawiają się niepotwierdzone doniesienia o egzemplarzach produkowanych jeszcze w latach 80.). Konstrukcja karabinu w Indiach była nawet dalej rozwijana, efektem czego w 1962 r. opracowano tam wersję przystosowaną do naboju 7,62 × 51 mm (Ishapore 2A1) produkowaną do 1974 r.

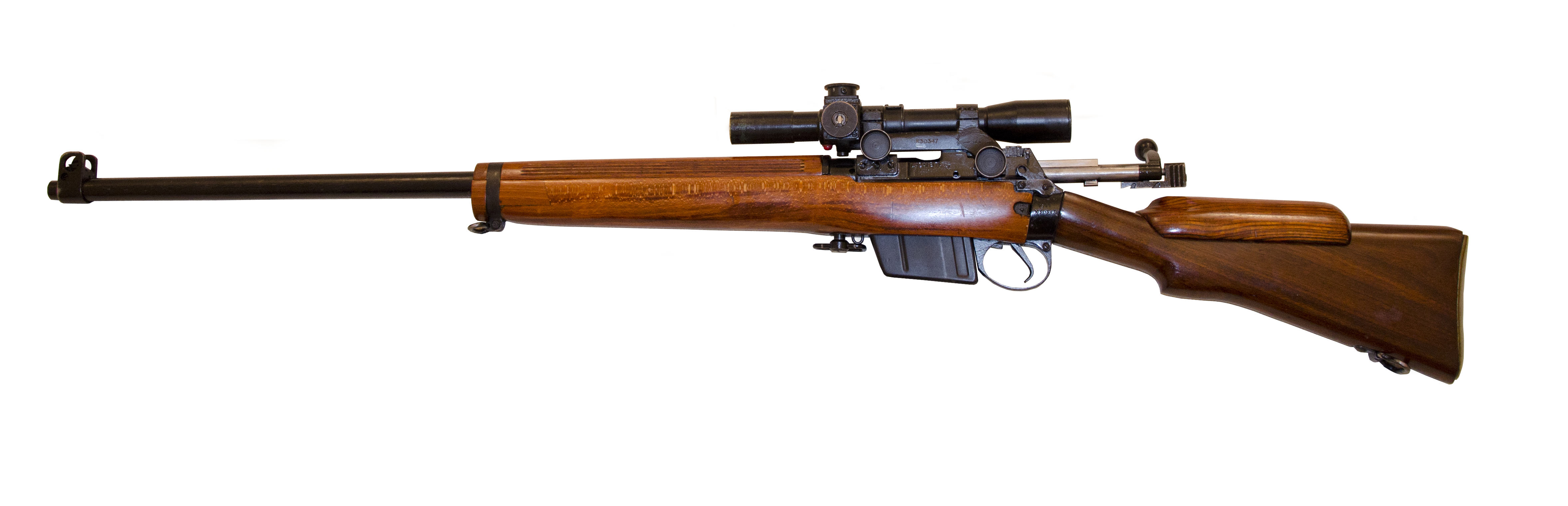
L42A1

Wraz z wygaszaniem produkcji podjęto decyzję o wykorzystaniu części Lee-Enfieldów jako broni treningowej przerabiając je do zasilania nabojem. 22 LR, tak powstały wersje No. 7, No. 8 i No. 9 (z czego No. 8 służył jako broń treningowa kadetów aż do 2017 r.).
Po zakończeniu produkcji i przyjęciu nowej broni standardowe Lee-Enfieldy zasilane amunicją .303 nie zostały od razu wycofane z uzbrojenia, pozostając na wyposażeniu żołnierzy wspólnoty jeszcze do lat 60. Ich użycie było jednak stopniowo ograniczane, równolegle do przezbrajania się w karabiny L1A1 SLR. Początkowo powstała koncepcja, aby nowe L1A1 SLR kierować wyłącznie do jednostek liniowych, natomiast w ramach oszczędności jednostki tyłowe wyposażyć w przekonwertowane na amunicję 7,62 × 51 mm Lee-Enfieldy No. 4. Plan konwersji zatwierdzono na początku lat 60. i rozpoczęto wcielanie go w życie, oznaczając tak przebudowane karabiny jako L8. Wyniki testów nie były jednak zadowalające, gdyż nie osiągnięto oczekiwanej zauważalnej poprawy osiągów. Ostatecznie program zarzucono i zdecydowano o wyposażeniu w L1A1 SLR żołnierzy wszystkich formacji. Doświadczenia z programu zostały jednak wykorzystane w latach 70. przy konwersji na nową amunicję karabinów wyborowych. Powstały w ten sposób karabin wyborowy L42A1 stanowił konwersję wyborowych wersji No. 4 Mk I (T) i No. 4 Mk I* (T) i pozostał na wyposażeniu armii brytyjskiej aż do lat 90. (od 1985 r. zastępowano go stopniowo nowocześniejszym L96A1). Tymczasem w Australii karabiny wyborowe SMLE No. 1 Mk III* (HT) z okresu I wojny światowej wykorzystywane były do szkolenia strzelców wyborowych jeszcze w późnych latach 70.
Szacuje się, że łączna produkcja Lee-Enfieldów wszystkich wersji wyniosła około 17 mln egzemplarzy. Po rozpadzie imperium kolonialnego Wielkiej Brytanii duża część Lee-Enfieldów pozostała jeszcze na długo w rezerwie armii wielu państw świata, a jako broń oddziałów rezerwowych, paramilitarnych i policyjnych wykorzystywana była jeszcze w XXI w.. Lee-Enfieldy w niektórych państwach nadal używane są jako broń paradna przez oddziały reprezentacyjne, a ogromna ilość wyprodukowanych egzemplarzy sprawiła, że przechodzące z rąk do rąk karabiny nadal (choć rzadko) bywają wykorzystywane w lokalnych konfliktach zbrojnych – przede wszystkim przez słabo wyposażone oddziały partyzanckie. Wiele wycofywanych Lee-Enfieldów trafiło na rynek cywilny, gdzie nadal wykorzystywane są jako broń sportowa i myśliwska. Nadal produkowane są również nowe karabiny sportowe i myśliwskie konstrukcyjnie oparte na oryginalnych Lee-Enfieldach.

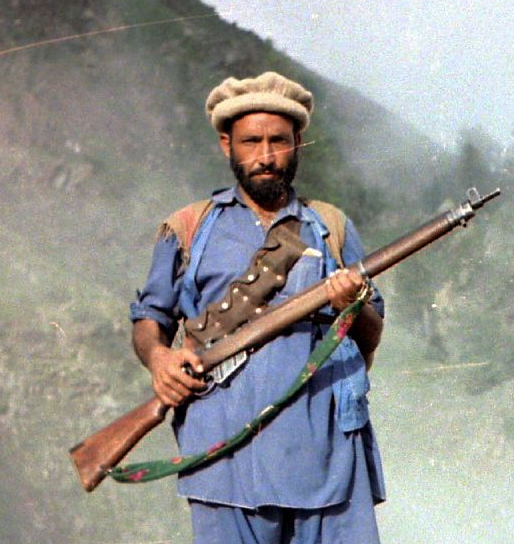
Afgański mudżahedin z karabinem No. 4 w trakcie wojny afgańskiej, 1985 r.
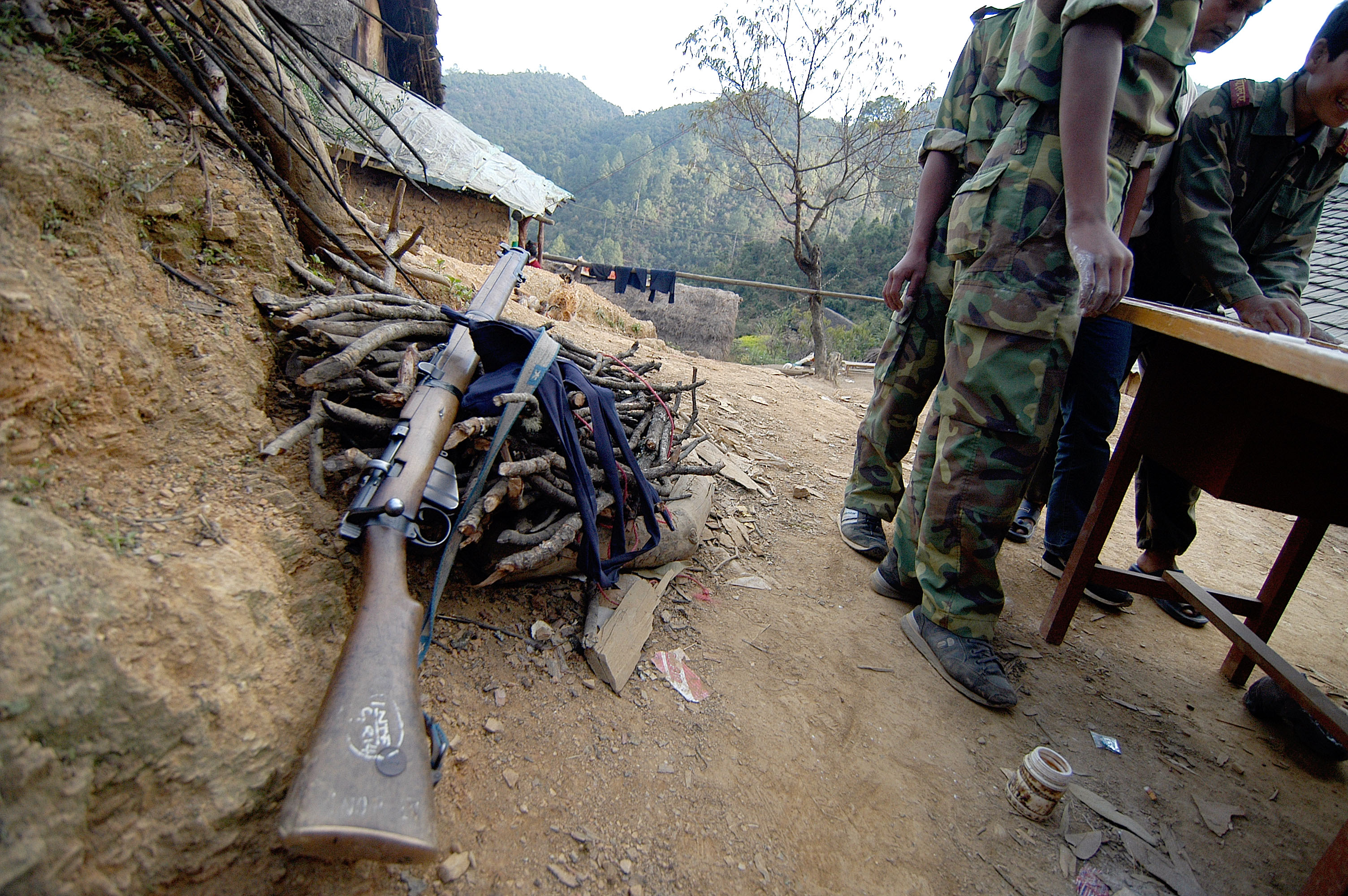
SMLE zdobyty przez wojska rządowe na maoistycznych partyzantach w trakcie wojny domowej w Nepalu, 2005 r.
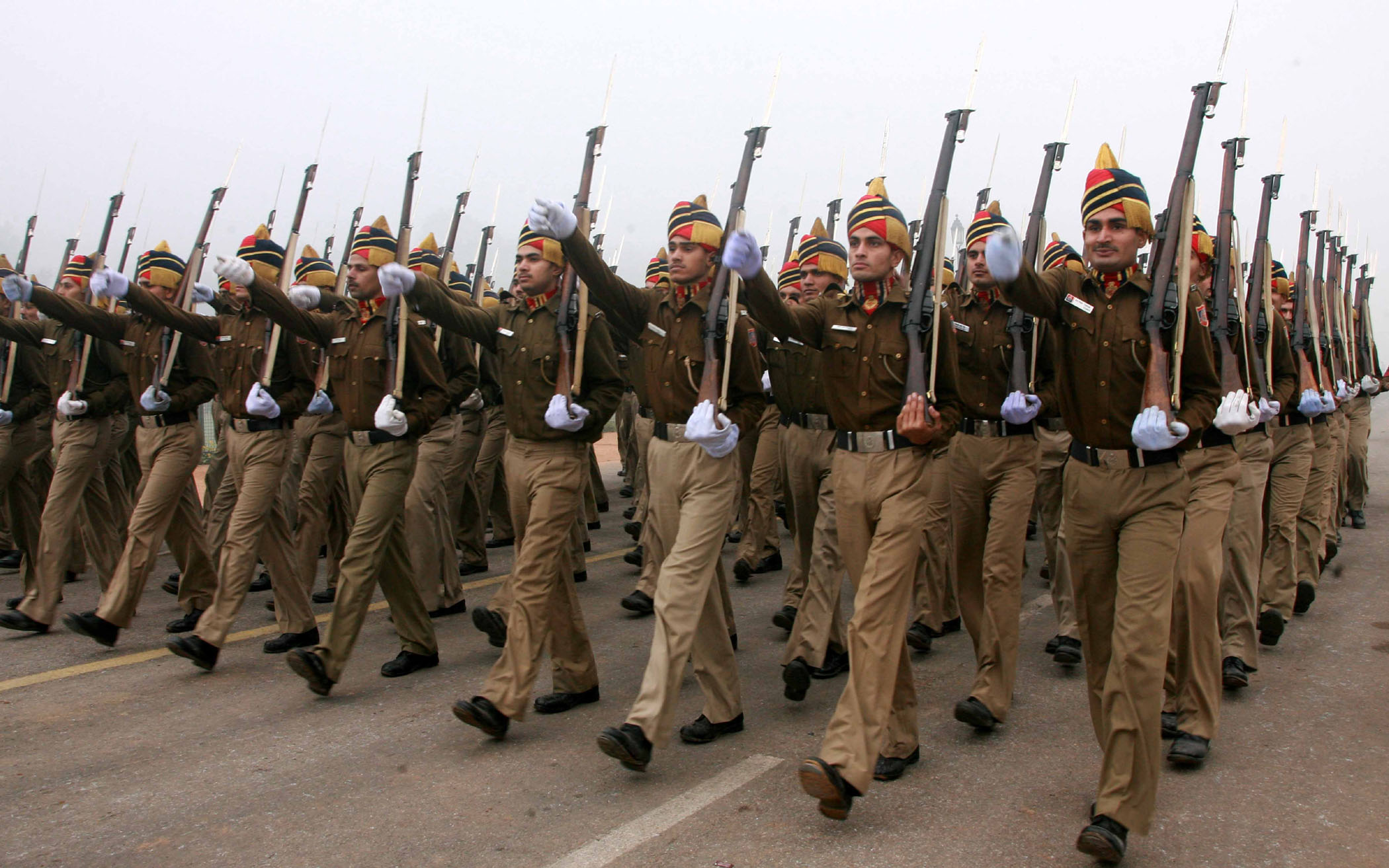
Indyjscy policjanci w trakcie parady z karabinami SMLE, 2009 r.
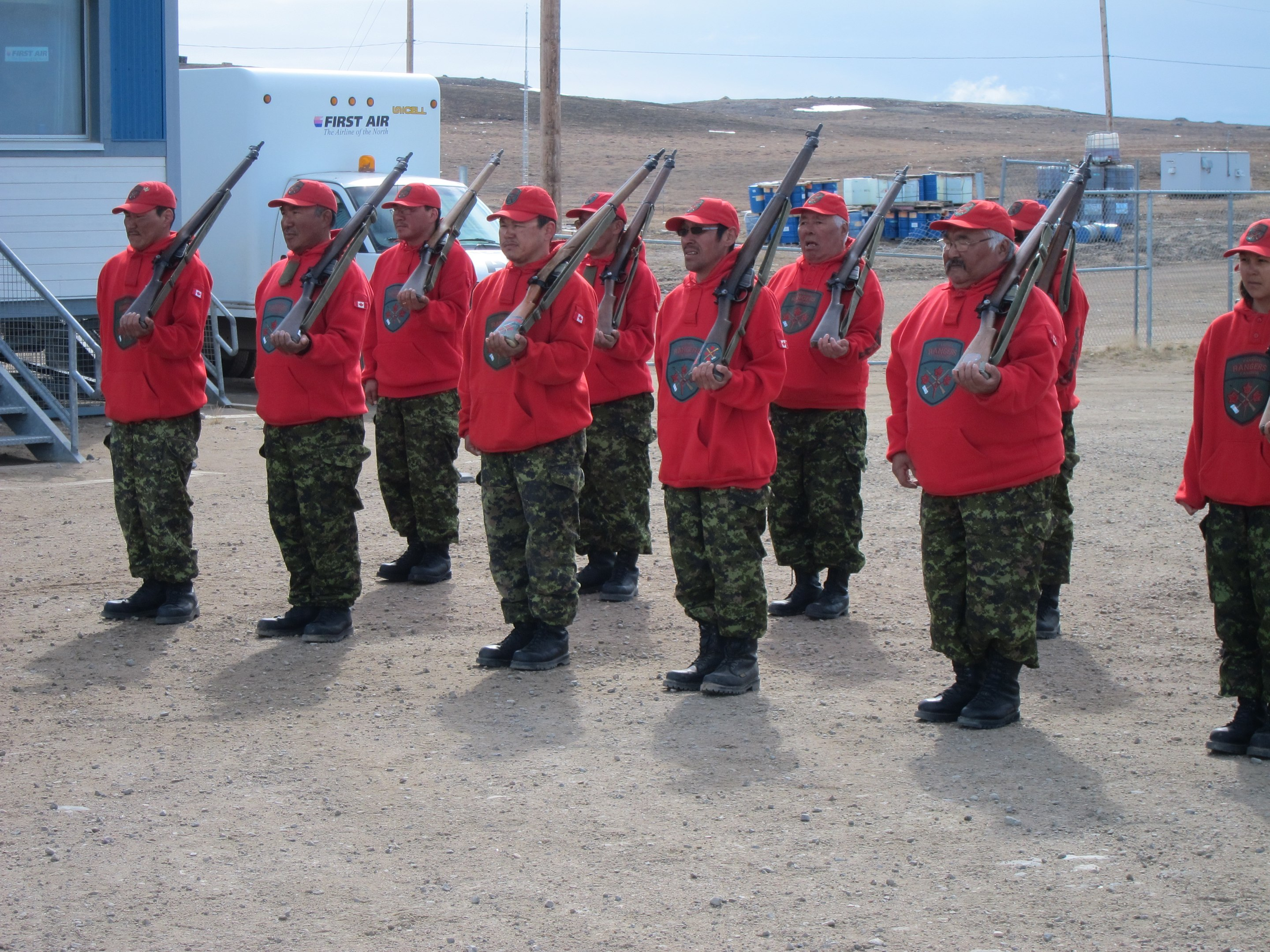
Canadian Rangers uzbrojeni w karabiny No. 4, 2011 r.
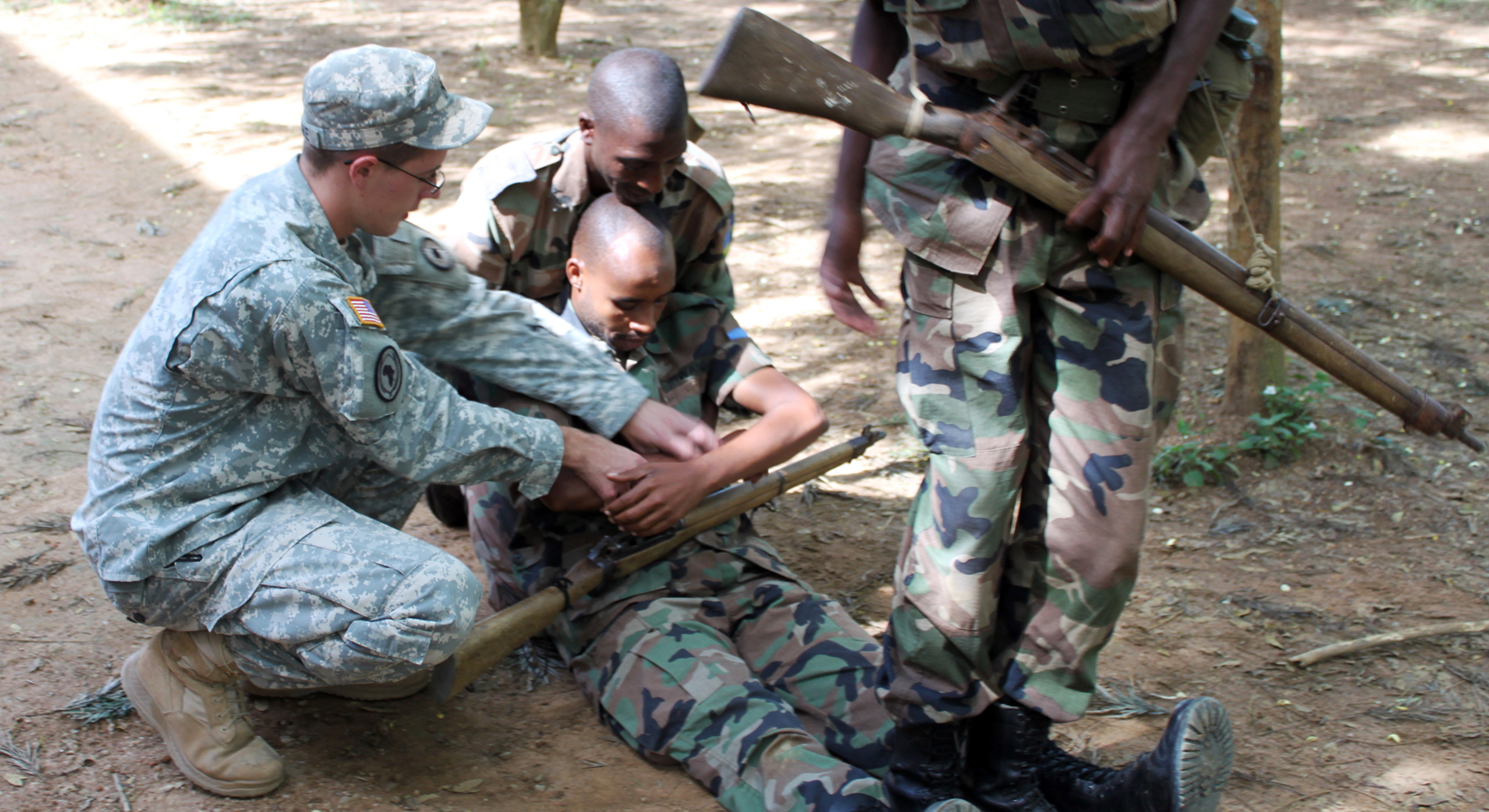
Żołnierze armii rwandyjskiej uzbrojeni w karabiny No. 4 w trakcie szkolenia, 2011 r.
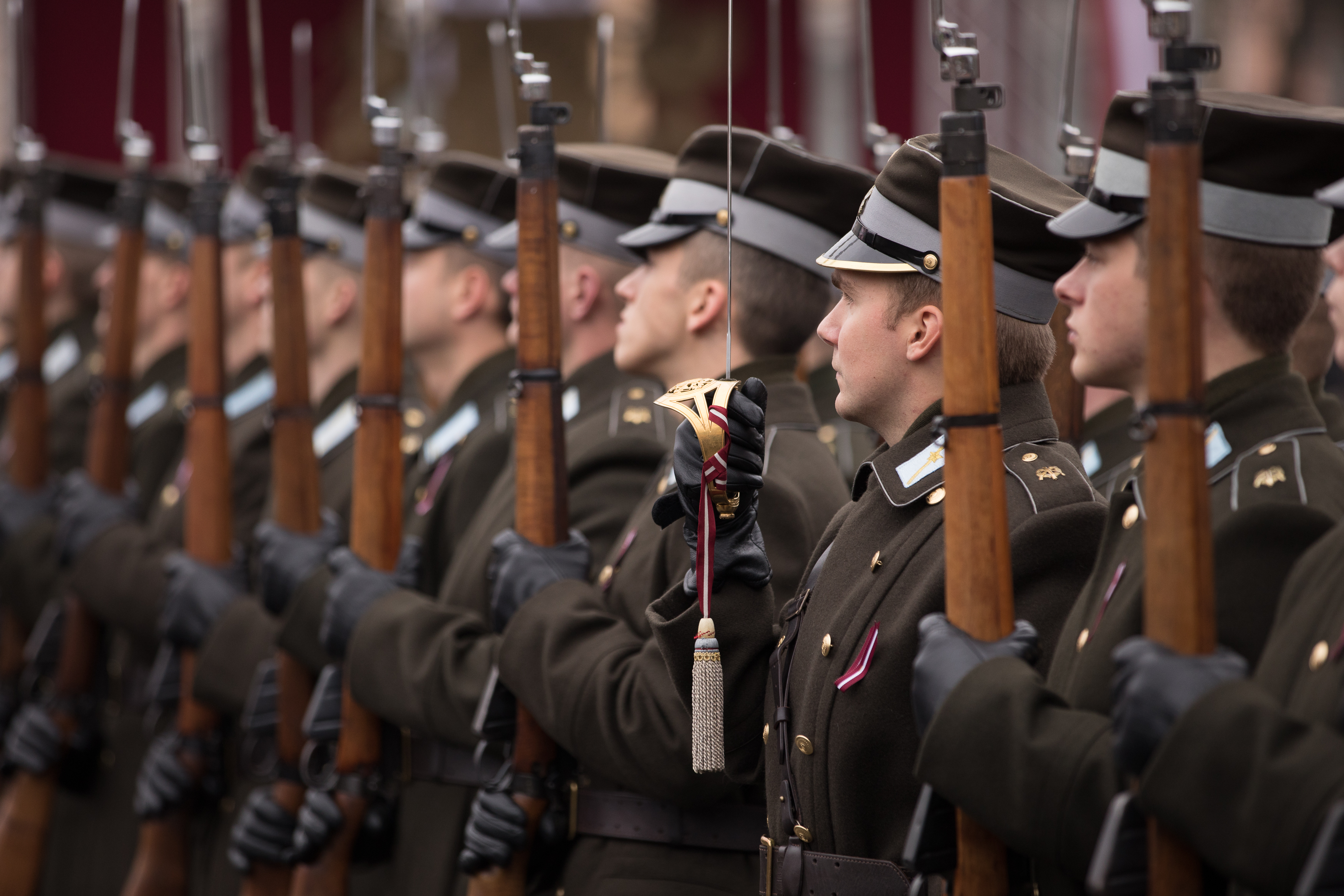
Karabiny No. 4 na wyposażeniu łotewskiego oddziału reprezentacyjnego, 2019 r.
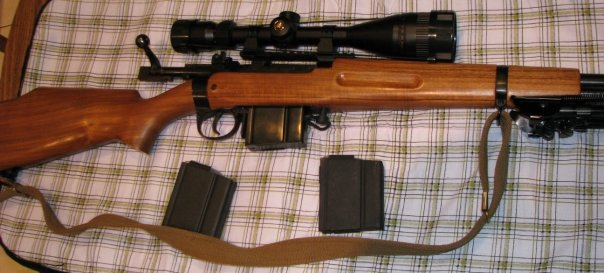
AIA M10-B2, współczesny karabin sportowy/myśliwski oparty na konstrukcji Lee-Enfielda

## Ocena konstrukcji

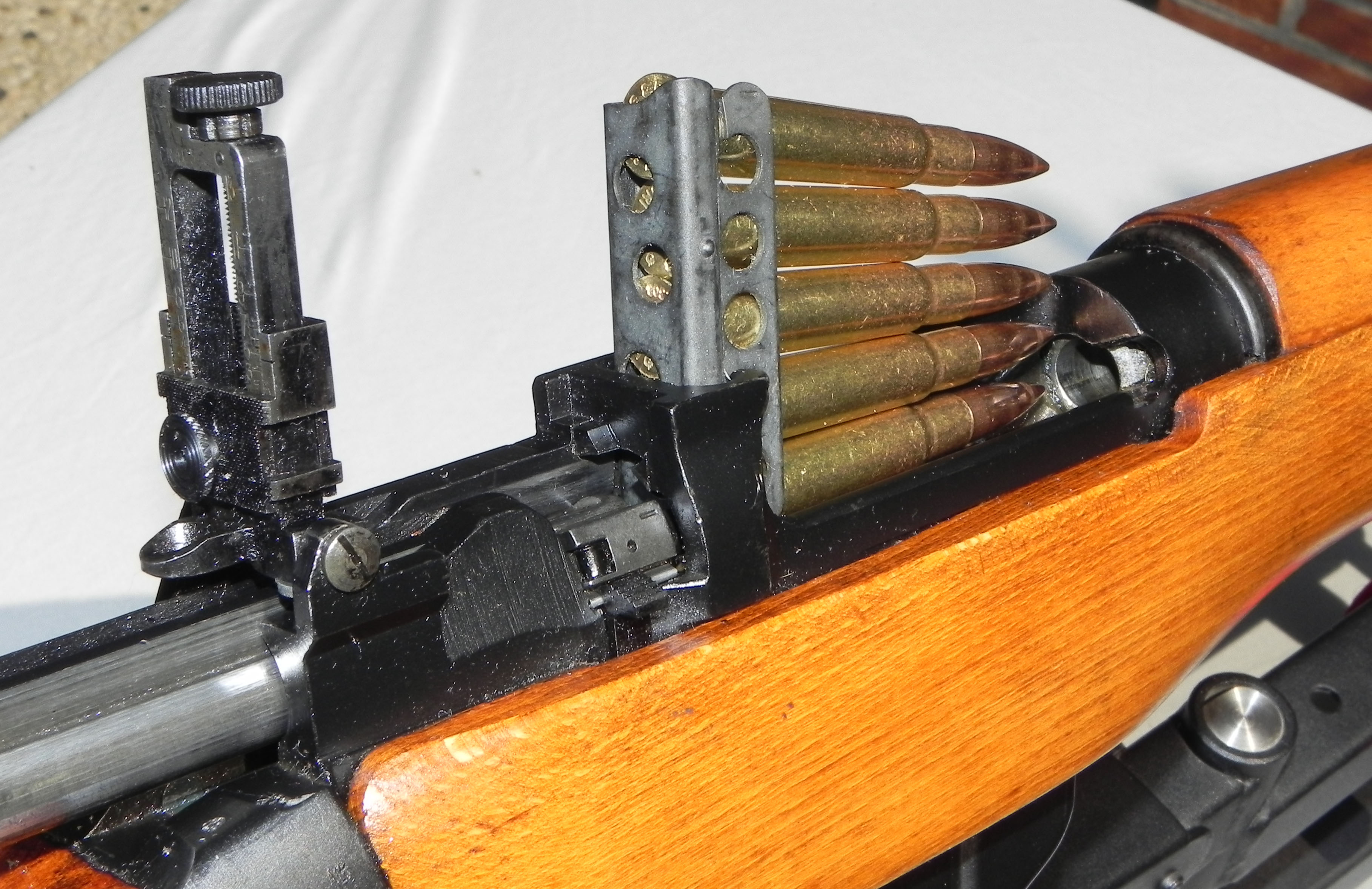
Ładowanie karabinu Rifle No. 4 Mk 2 przy pomocy łódki (mimo posiadania wymiennego magazynka)

Niewątpliwą zaletą Lee-Enfielda był jego wyjątkowo ergonomicznie zaprojektowany zamek, umożliwiający bardzo płynne i sprawne przeładowywanie, co istotnie wpływało na wysoką szybkostrzelność broni. Na tle innych karabinów powtarzalnych swych czasów, Lee-Enfield wyróżniał się również wymiennym 10-nabojowym magazynkiem, co stanowiło wówczas ewenement w wojskowych karabinach wyposażanych najczęściej w 5-nabojowe magazynki stałe. Potencjał tkwiący w systemie magazynków wymiennych nie został jednak racjonalnie wykorzystany przez brytyjskich decydentów, z reguły nie wyposażających żołnierzy w ich odpowiedni zapas. W praktyce traktowany był on jak zwykły magazynek stały, ładowany za pomocą dwóch 5-nabojowych łódek.
Nieperspektywicznym rozwiązaniem okazało się zastosowanie w pierwszych wersjach mechanizmu odcinania magazynka (sprowadzającego karabin do roli broni jednostrzałowej) co w zamierzeniu miało redukować zużycie amunicji oraz dodatkowego celownika do dalekosiężnego ognia salwowego. Oba rozwiązania okazały się nieprzydatne, przy czym w późniejszych wersjach zrezygnowano z ich stosowania jako elementów niepotrzebnie komplikujących konstrukcję. Karabin krytykowany był również za niższą względem konkurencyjnych konstrukcji celność. Broń nie wykazywała więc dobrej precyzji skupienia na dalszych dystansach, jednak z perspektywy używania jej przez zwykłych żołnierzy na polu bitwy nie miało to większego znaczenia.
Mimo pewnych wad Lee-Enfield świetnie sprawdził się jako skuteczny karabin wojskowy w rękach niewymagających użytkowników, jakimi byli żołnierze, ciesząc się przy tym ich dobrą opinią. Jako jeden z najpopularniejszych karabinów powtarzalnych świata przetrwał w czynnej służbie niektórych formacji przez ponad wiek od swego powstania, potwierdzając tym samym swoje atuty.

## Nazewnictwo
Pewien problem może stanowić fakt, iż w trakcie długiej historii użytkowania karabinów Lee-Enfield armia brytyjska wielokrotnie zmieniała system nazewnictwa broni strzeleckiej, przemianowując dotychczas używane karabiny. Z tego powodu współcześnie te same wersje Lee-Enfielda potrafią występować pod różnymi nazwami (co może wydawać się w pewnym stopniu chaotyczne). I tak na przykład wprowadzony do służby w 1907 r. karabin SMLE Mk. III, w 1926 r. zmienił nazwę na Rifle No. 1 Mk. III, a w 1944 r. na Rifle No. 1 Mk. 3

Poniżej przedstawiono zmiany systemu nazewnictwa w poszczególnych latach.
- Początkowo stosowano system nazewnictwa w postaci:

[skrót literowy nazwy modelu] Mk. [nr wersji cyframi rzymskimi]
na przykład:
SMLE Mk. III

- W 1926 r. system ten zmieniono:

Rifle No. [nr modelu] Mk. [nr wersji cyframi rzymskimi]
na przykład:
Rifle No. 1 Mk. III

- W 1944 r. system zmodyfikowano:

Rifle No. [nr modelu] Mk. [nr wersji cyframi arabskimi]
na przykład:
Rifle No. 1 Mk. 3

- w 1953 r. już po zakończeniu produkcji system nazewnictwa został kolejny raz zmieniony i zastosowany do karabinów konwertowanych na amunicję 7,62 × 51 mm NATO

Rifle  [kaliber broni] L [nr wersji literami i cyframi arabskimi]
na przykład:
Rifle 7,62 mm L8A1

## Wersje
Uwaga: zestawienie obejmuje jedynie najpopularniejsze znane wersje i nie jest kompletne.
- MLE Mk I – karabin pełnej długości wprowadzony w 1895 r.
  - MLE Mk I* – wersja uproszczona z 1899 r.
- LEC Mk I – karabinek wprowadzony w 1896 r.
  - LEC Mk I* – wersja uproszczona z 1899 r.
- SMLE Mk I – karabin wprowadzony w 1904 r.
  - SMLE Mk III – wersja uproszczona z 1907 r.
  - SMLE Mk III* – wersja uproszczona z 1915 r. pozbawiona mechanizmu odcięcia magazynka i celownika do ognia salwowego
    - SMLE Mk III* (HT) – wersja wyborowa

  - Rifle No. 2 – karabin treningowy, konwersja SMLE Mk III i Mk III* na amunicję.22 LR
- SMLE Mk IV Cond. – konwersje starszych wersji karabinów Lee-Metford i Lee-Enfield do standardu wersji SMLE Mk III
- SMLE Mk V – wersja nie przyjęta na uzbrojenie z przywróconym mechanizmem odcięcia magazynka i nowym celownikiem przeziernikowym
- SMLE Mk VI – wersja nie przyjęta na uzbrojenie z lufą samonośną
- Rifle No. 4 Mk I – karabin opracowany w 1931 r. z krótszym łożem i nowym celownikiem przeziernikowym. Produkowany seryjnie od 1941 r.
  - Rifle No. 4 Mk I (T) – wersja wyborowa
  - Rifle No. 4 Mk I* – wersja z 1941 r. z uproszczonym zamkiem, produkowana w USA i Kanadzie
    - Rifle No. 4 Mk I* (T) – wersja wyborowa
    - Rifle No. 4 Mk I/3 – konwersja do standardu wersji No. 4 Mk 2

  - Rifle No. 4 Mk I/2 – konwersja do standardu wersji No. 4 Mk 2
  - Rifle No. 4 Mk 2 – nieznacznie zmodyfikowana wersja z 1949 r., wykonywana wg wyższych standardów jakościowych
- Rifle No. 5 Mk I – karabinek wprowadzony w 1944 r., bazujący na karabinie Rifle No. 4
- Rifle No. 6 Mk I – australijski karabinek nie wprowadzony na uzbrojenie, bazujący na karabinie SMLE Mk III*

### Konwersje powojenne
- Rifle No. 7 – karabin treningowy, konwersja na amunicję.22 LR
- Rifle No. 8 – karabin treningowy, konwersja na amunicję.22 LR
- Rifle No. 9 – karabin treningowy, konwersja na amunicję.22 LR
- Rifle 7,62 mm L8A1 – konwersja No. 4 Mk 2 na amunicję 7,62 × 51 mm NATO
- Rifle 7,62 mm L8A2 – konwersja No. 4 Mk I/2 na amunicję 7,62 × 51 mm NATO
- Rifle 7,62 mm L8A3 – konwersja No. 4 Mk I/3 na amunicję 7,62 × 51 mm NATO
- Rifle 7,62 mm L8A4 – konwersja No. 4 Mk I na amunicję 7,62 × 51 mm NATO
- Rifle 7,62 mm L8A5 – konwersja No. 4 Mk I* na amunicję 7,62 × 51 mm NATO
- L42A1 – karabin wyborowy powstały poprzez przebudowę No. 4 Mk I (T) i No. 4 Mk I* (T) oraz ich konwersję na amunicję 7,62 × 51 mm NATO
- Ishapore 2A1 – indyjska wersja SMLE Mk III* na amunicję 7,62 × 51 mm NATO

### Konstrukcje pochodne
Na bazie konstrukcji Lee-Enfielda stworzono również innego typu karabiny:
- De Lisle – brytyjski wytłumiony karabinek na amunicję pistoletową używany przez siły specjalne
- Howell Automatic Rifle – brytyjski karabin samopowtarzalny
- Charlton Automatic Rifle – nowozelandzki ręczny karabin maszynowy
- Rieder Automatic Rifle – południowo afrykański karabin automatyczny

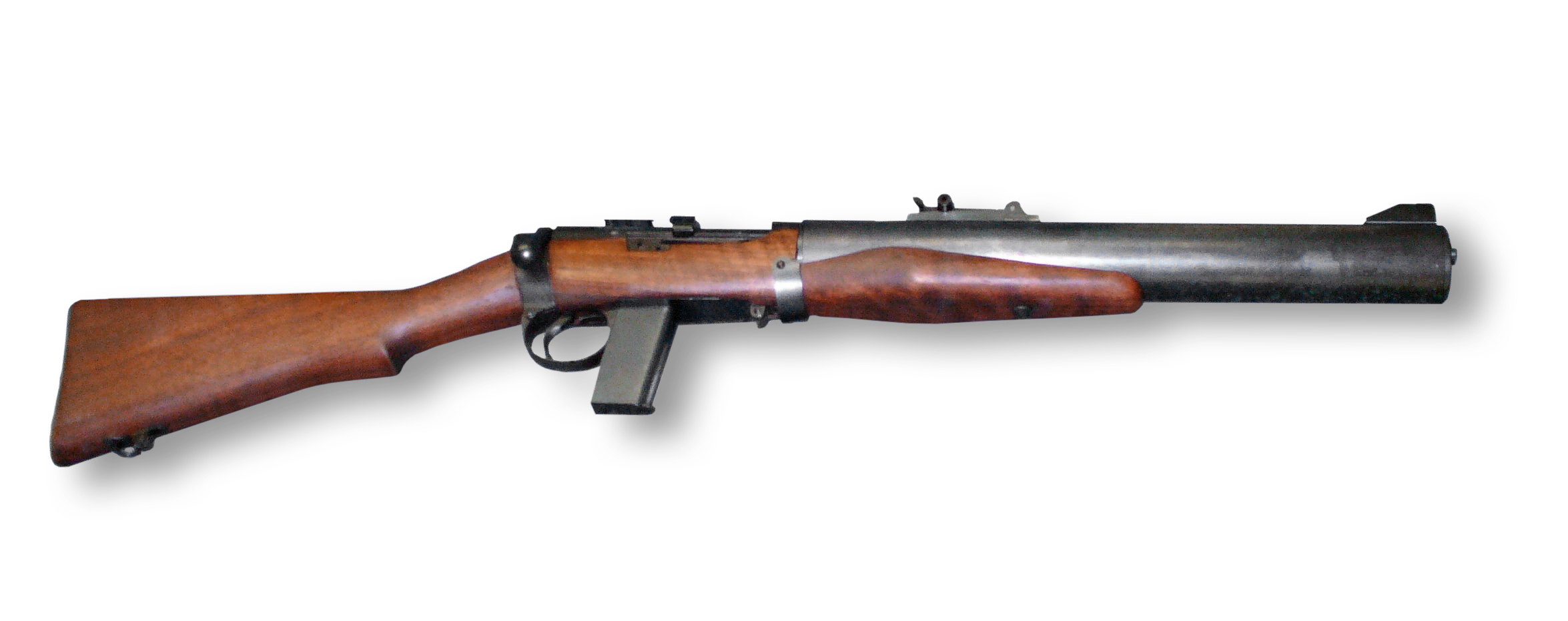
De Lisle
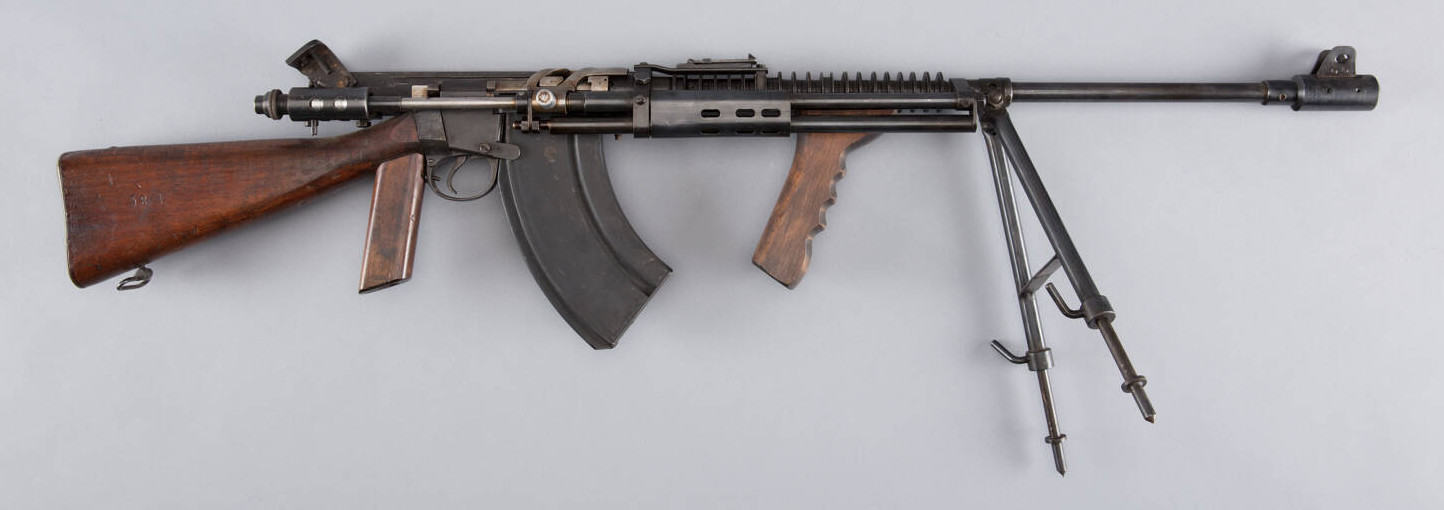
Charlton Automatic Rifle

### Dane taktyczno-techniczne
Dane taktyczno-techniczne najpopularniejszych wersji.
| Wzór                  | MLE Mk I             | SMLE Mk III (Rifle No. 1 Mk III) | Rifle No. 4 Mk I     | Rifle No. 5 Mk I     |
| Nabój                 | .303 (7,7 × 56 mm R) | .303 (7,7 × 56 mm R)             | .303 (7,7 × 56 mm R) | .303 (7,7 × 56 mm R) |
| Długość karabinu (mm) | 1260                 | 1132                             | 1129                 | 1003                 |
| Długość lufy (mm)     | 770                  | 640                              | 640                  | 478                  |
| Masa karabinu (kg)    | 4,19                 | 3,96                             | 4,11                 | 3,24                 |